# Cladonota
Cladonota ist eine Gattung der Buckelzikaden oder Buckelzirpen (Membracidae), einer Familie der Rundkopfzikaden (Cicadomorpha) aus der Überfamilie der Membracoidea, die von besonders ausgefallenen Formen sind. Sphongophorus ist ein altes (ungültiges) Synonym von Cladonota.
Die Gattung enthält 55 Arten, die im nördlichen Südamerika, Mittelamerika und Mexiko (Neotropis) vorkommen, und wird in vier verschiedene Untergattungen unterteilt (lediglich eine Art kann keiner der Untergattungen zugeordnet werden).
Die Arten haben sehr ungewöhnliche Formen, meist hat das Pronotum einen deutlichen nach vorne oder oben gerichteten Fortsatz, so dass oft die Form eines großen C entsteht. Oft ist auch weiter hinten ein zweiter, nach oben gerichteter Fortsatz ausgebildet. Die Färbung ist in der Regel braun, gelblich oder rötlich. Bei den meisten Arten gibt es einen Sexualdimorphismus. Die Gesamtform der Cladonota-Zikaden gilt als Tarnung, sie sind im Feld oft nicht leicht als Zikaden zu erkennen. Sie erinnern oft an ein Stück trockene Rinde, Vogelkot oder sogar Pflanzengalle.
Die adulten Tiere kommen meist einzeln vor, bei manchen Arten sind die Larven oft in Gruppen. Manchmal sind die Larven mit Ameisen vergesellschaftet. Über die Lebensweise ist nur wenig bekannt. Die Männchen von C. apicalis produzieren Töne (Substratvibrationen) mit denen sie vermutlich Weibchen anlocken. Bei der Kopulation werden weitere Töne abgegeben.
Die Cladonota-Zikaden kommen auf sehr verschiedenen Pflanzen vor, deren Säfte (Phloem) sie saugen.